# Visita de Felipe II a Córdoba
El monarca Felipe II visitó la ciudad de Córdoba, España, entre los meses de febrero y abril de 1570 para la celebración de las Cortes Generales del Reino en dicho municipio con motivo de la Rebelión de las Alpujarras.

## Antecedentes
Felipe II había promulgado la Pragmática Sanción de 1567, también llamada Pragmática antimorisca, que prohibía a los moriscos que habitaban en el reino a utilizar el árabe, a celebrar los viernes, y los obligaba a llevar la vestimenta típica castellana, entre otras normas. Estas leyes desencadenaron la Rebelión de las Alpujarras en 1568, liderada por Abén Humeya que se decía descendiente de los Omeyas, y contando con ayuda del norte de África. Por lo tanto, Felipe II decidió trasladar las Cortes Generales a Córdoba para llevar los asuntos de guerra de manera más cercana a su epicentro. Nombró a Francisco Zapata y Cisneros corregidor de Córdoba para que realizara todos los preparativos y además, realiza la construcción de la Puerta del Puente, una antigua puerta islámica de las murallas que transforma al estilo renacentista con los escudos del rey con la ayuda del arquitecto Hernán Ruiz III.

## Desarrollo
En abril de 1569, y alarmado con la revuelta, Felipe II nombra a su hermanastro Juan de Austria como líder del ejército traído desde Italia y el Levante español para derrotar a los insurgentes moriscos. El rey marcha desde Guadalajara el 9 de febrero de 1570, acompañado de un gran séquito del que formaban parte los archiduques Rodolfo y Ernesto, llegando a la ciudad cordobesa el 22 de febrero y entrando por la Puerta Nueva. Córdoba en aquellos tiempos sería una de las ciudades más importantes de la Corona de Castilla con alrededor de cincuenta mil habitantes.
Unos días más tardes, las Cortes Generales se reunieron en la sala capitular de la Mezquita-catedral de Córdoba, donde actualmente se ubica el Museo de San Clemente, pasando el monarca la Semana Santa en el monasterio de San Jerónimo de Valparaíso y acudiendo a misa durante la Pascua en la Mezquita-catedral.
Desde Córdoba marchó hacia Écija, donde se reunió con el eclesiástico Luis de Torres, enviado por el papa Pío V, quien le propondría la creación de la Liga Santa, junto a la República de Venecia y los Estados Pontificios, contra el Imperio otomano.